# ISC 라이선스
ISC 라이선스(ISC license)는 현재 인터넷 시스템 컨소시엄(ISC)이라고 불리는 인터넷 소프트웨어 컨소시엄에서 발행한 퍼미시브 자유 소프트웨어 라이선스이다. 이는 기능적으로 간소화된 BSD 및 MIT 허가서와 동일하지만, 베른 협약에 따라 불필요하다고 간주되는 문구가 없다.
원래 BIND 및 Dig와 같은 ISC 소프트웨어에 사용되었으며, OpenBSD에 대한 기여의 선호 라이선스가 되었고, npm 패키지의 기본 라이선스이다. ISC 라이선스는 퀄컴 아테로스가 기여한 리눅스 무선 드라이버 및 LV2 플러그인 시스템에도 사용된다.

## 라이선스 조항
ISC 라이선스

Copyright <년도> <소유자>

본 소프트웨어의 사용, 복사, 수정 및 배포에 대한 허가는 수수료 유무에 관계없이 부여되며, 모든 복사본에 위의 저작권 고지 및 본 허가 고지가 표시되어야 한다.

소프트웨어는 "있는 그대로" 제공되며, 저자는 상품성 및 특정 목적에의 적합성에 대한 모든 묵시적 보증을 포함하여 본 소프트웨어에 대한 모든 보증을 부인한다. 어떠한 경우에도 저자는 사용, 데이터 또는 이익 손실로 인해 발생하는 특수, 직접, 간접 또는 결과적 손해 또는 어떠한 종류의 손해에 대해서도 책임을 지지 않으며, 이는 계약, 과실 또는 기타 불법 행위로 인한 행동과 관련하여 또는 본 소프트웨어의 사용 또는 성능과 관련하여 발생하는 경우에도 마찬가지이다.

 — 
최초 출시 당시 라이선스에는 "and/or"라는 용어가 포함되지 않았으며, 2007년에 ISC가 "and"에서 변경했다. 폴 빅시는 BIND 메일링 리스트에서 ISC 라이선스가 워싱턴 대학교가 Pine 이메일 소프트웨어의 배포를 거부한 사건과 유사한 논란을 피하기 위해 "and/or" 용어를 사용하기 시작했다고 언급했다. 두 버전의 라이선스 모두 GNU GPL과 호환된다.

## OpenBSD 라이선스
OpenBSD 프로젝트는 2007년 "and/or" 용어가 라이선스에 추가되기 전인 2003년에 ISC 라이선스를 사용하기 시작했다.
Copyright (c) YYYY YOUR-NAME-HERE <user@your.dom.ain>

본 소프트웨어의 사용, 복사, 수정 및 배포에 대한 허가는 수수료 유무에 관계없이 부여되며, 위에 명시된 저작권 고지 및 본 허가 고지가 모든 복사본에 표시되어야 한다.

소프트웨어는 "있는 그대로" 제공되며, 저자는 상품성 및 특정 목적에의 적합성에 대한 모든 묵시적 보증을 포함하여 본 소프트웨어에 대한 모든 보증을 부인한다. 어떠한 경우에도 저자는 사용, 데이터 또는 이익 손실로 인해 발생하는 특수, 직접, 간접 또는 결과적 손해 또는 어떠한 종류의 손해에 대해서도 책임을 지지 않으며, 이는 계약, 과실 또는 기타 불법 행위로 인한 행동과 관련하여 또는 본 소프트웨어의 사용 또는 성능과 관련하여 발생하는 경우에도 마찬가지이다.
 — 
OpenBSD의 테오 드 라트는 "ISC가 한 일에 동의하지 않으며", "일부 국가의 법률 시스템이 'and/or'를 기존 'or'가 사용된 방식과 다르게 이해할 수 있기 때문에" "그들의 변경이 좋은지 확신할 수 없다"고 언급하며 원래 문구를 유지하기로 결정했다.

## 평가
2015년에 ISC는 모질라 공용 허가서 2.0에 따라 Kea DHCP 소프트웨어를 출시할 것이라고 발표하며 "ISC가 다른 모든 것과 별개로 자체 라이선스를 가질 좋은 이유가 더 이상 없다"고 밝혔다. 또한 그들은 "회사가 우리의 소프트웨어를 사용하지만 개선하는 경우, 그 개선 사항이 마스터 소스로 다시 돌아가기를 정말로 원한다"고 말하며 카피레프트 라이선스를 선호했다. 그 후 몇 년 동안 그들은 2016년에 BIND를 포함하여 2017년에 ISC DHCP 서버를 포함한 모든 ISC 호스팅 소프트웨어를 재라이선스했다.
유럽 연합 출판사무국은 라이선스 범람을 줄이기 위해 ISC 라이선스 대신 MIT 라이선스를 사용하는 것을 권장한다.
GNU 프로젝트는 "and/or"의 포함이 여전히 수정된 버전의 배포를 금지하는 것으로 라이선스가 해석될 수 있다고 언급한다. 그들은 이 라이선스로 출시된 소프트웨어를 피할 이유가 없다고 말하지만, 미래에 문제가 되는 언어로 인해 문제가 발생하지 않도록 이 라이선스를 사용하지 말 것을 권장한다.

## 같이 보기
- 자유-오픈 소스 소프트웨어 라이선스 비교
- ISC 라이선스를 사용하는 소프트웨어

## 내용주
1. ↑  "ISC 저작권은 베른 협약에 의해 불필요하게 된 문구를 제거한 2조항 BSD 저작권과 기능적으로 동일하다."[4]
2. ↑  "OpenBSD에서는 ISC 스타일의 저작권 문구를 사용한다 [...] 이는 베른 협약을 따르는 지구상의 모든 법률 시스템을 만족시키기에 충분하다."[5]